# PSR J1959+2048
PSR J1959+2048 (auch Black Widow bzw. Schwarze Witwe) ist ein Millisekundenpulsar mit einem Braunen Zwerg als Begleiter in einer Entfernung von etwa 5000 Lichtjahren. Das System bildet den Prototyp der sogenannten Schwarzen Witwen.
Der Begleiter  PSR J1957+20 b ist ein Brauner Zwerg und hat eine Masse von etwa 0,022 M☉, einen Radius von etwa 10.000 km und eine Oberflächentemperatur zwischen 2900 und 8300 K.